# Bel Ami
Ông bạn đẹp (tiếng Pháp: Bel Ami) là bộ phim của điện ảnh Anh- Ý, dựa theo tiểu thuyết nổi tiếng của nhà văn Pháp Guy de Maupassant do Declan Donnellan, Nick Ormerod đạo diễn. Phim dự định công chiếu đầu năm 2012.
Đây là một trong những phim chuyển thể từ tiểu thuyết này.

## Diễn viên
- Robert Pattinson: Georges Duroy
- Uma Thurman: Madeleine Forestier
- Kristin Scott Thomas: Virginie Walter
- Christina Ricci: Clotilde de Marelle
- Holliday Grainger: Suzanne Walter
- Philip Glenister: Charles Forestier
- Colm Meaney: Rousset
- Natalia Tena: Rachel